# Sankotra
Sankotra o Sanakotra fou un estat tributari protegit, una thikana feudatària de Jaipur a 48 km de Jaipur (ciutat) i rodejat de les muntanyes Aravalli. La família governant del clan Sisòdia branca Chandrawat, va emigrar des de Chittor en temps de Rana Sanga, degut a les lluites civils i va establir el seu propi regne a Rampura a les Províncies Centrals; des d'allí van conquerir Bhanpura (després Bhangarh) i Ajabgarh pargana a la regió d'Alwar. El principat fou dominat pel maharajà Madho Singhji, germà de Man Singhji I d'Amber al segle XVI. La nissaga fou deixada en possessió de Sankotra pel seu manteniment. La fortalesa de Sankotra i el haveli de Sankotra foren construïts el segle XVII i a la ciutat de Jaipur el haveli de Kanch Ka Darwaja fou concedit a la família el 1668 i fou la seva residència oficial.